# Granecznik
Granecznik, dawniej Granicznik – przysiółek w Polsce, położony w województwie wielkopolskim, w powiecie kościańskim, w gminie Kościan.
Wieś leży na terenie Parku Krajobrazowego im. gen. Dezyderego Chłapowskiego.
W latach 80. XIX w. na terenie Granecznika znajdował się jeden dom zamieszkany przez 25 osób. W latach 1975–1998 miejscowość administracyjnie należała do województwa leszczyńskiego.
W pobliżu przysiółka przebiega czarny znakowany szlak pieszy z Krzana przez Kościan do Rąbinia.

## Folwark
Folwark był wzmiankowany od 1722 r. i należał do majątku Choryń.
Zespół folwarczny położony jest przy bocznej drodze prowadzącej z Choryni do Kopaszewa. Pod koniec XIX w. podwórze folwarku miało kształt prostokąta. Przy drodze prowadzącej do Katarzynina usytuowana była cegielnia a naprzeciwko niej staw. Folwark pod koniec XIX w. składał się ze stodoły, budynków gospodarczych, domu mieszkalnego, owczarni, stajni oraz stodoły. 
Dom pracowników folwarcznych zbudowany został z cegły, szczyty wykonane zostały z muru pruskiego. Dom parterowy z użytkowym poddaszem, pokryty dwuspadowym dachem, boczne skrzydła nakryte dachami naczółkowymi, pokrytymi dachówką. Elewacja frontowa bocznych skrzydeł wykonana z muru pruskiego.
Stodoła – budynek na planie prostokąta z dwoma sąsiadującymi klepiskami, murowany z cegły, nakryty dachem dwuspadowym pokrytym dachówką. Szczyty stodoły zakończone drobnym fryzem schodkowym.
Po 1945 owczarnie zamieniono na obory, w 1978 zostały zburzone. Zniszczono także stajnie. Do dziś zachowały się tylko domy pracowników folwarcznych, stodoła oraz dwa budynki gospodarcze pracowników.